# Colobus satanas
Colobus satanas là một loài động vật có vú trong họ Cercopithecidae, bộ Linh trưởng. Loài này được Waterhouse mô tả năm 1837.

## Hình ảnh

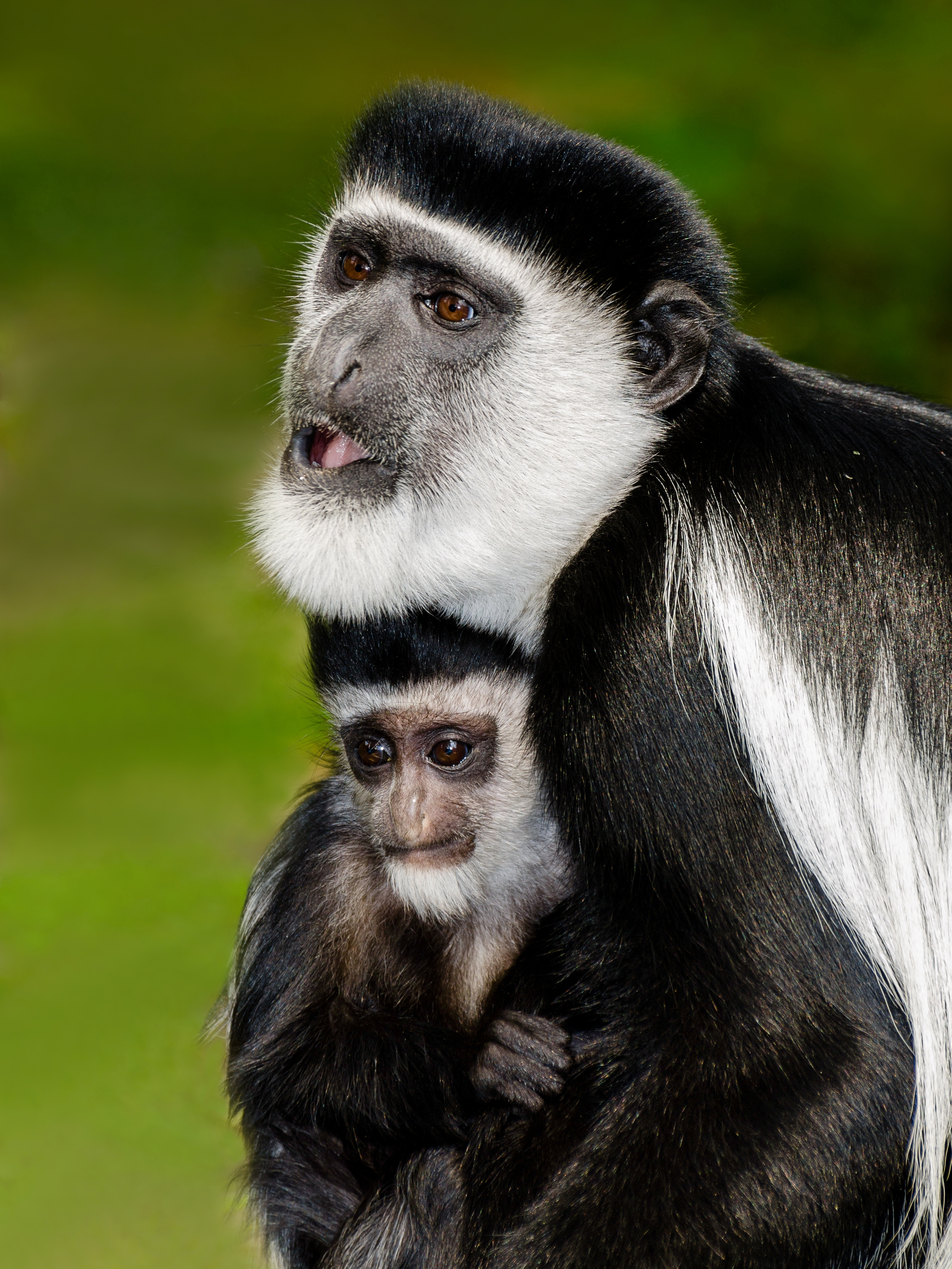
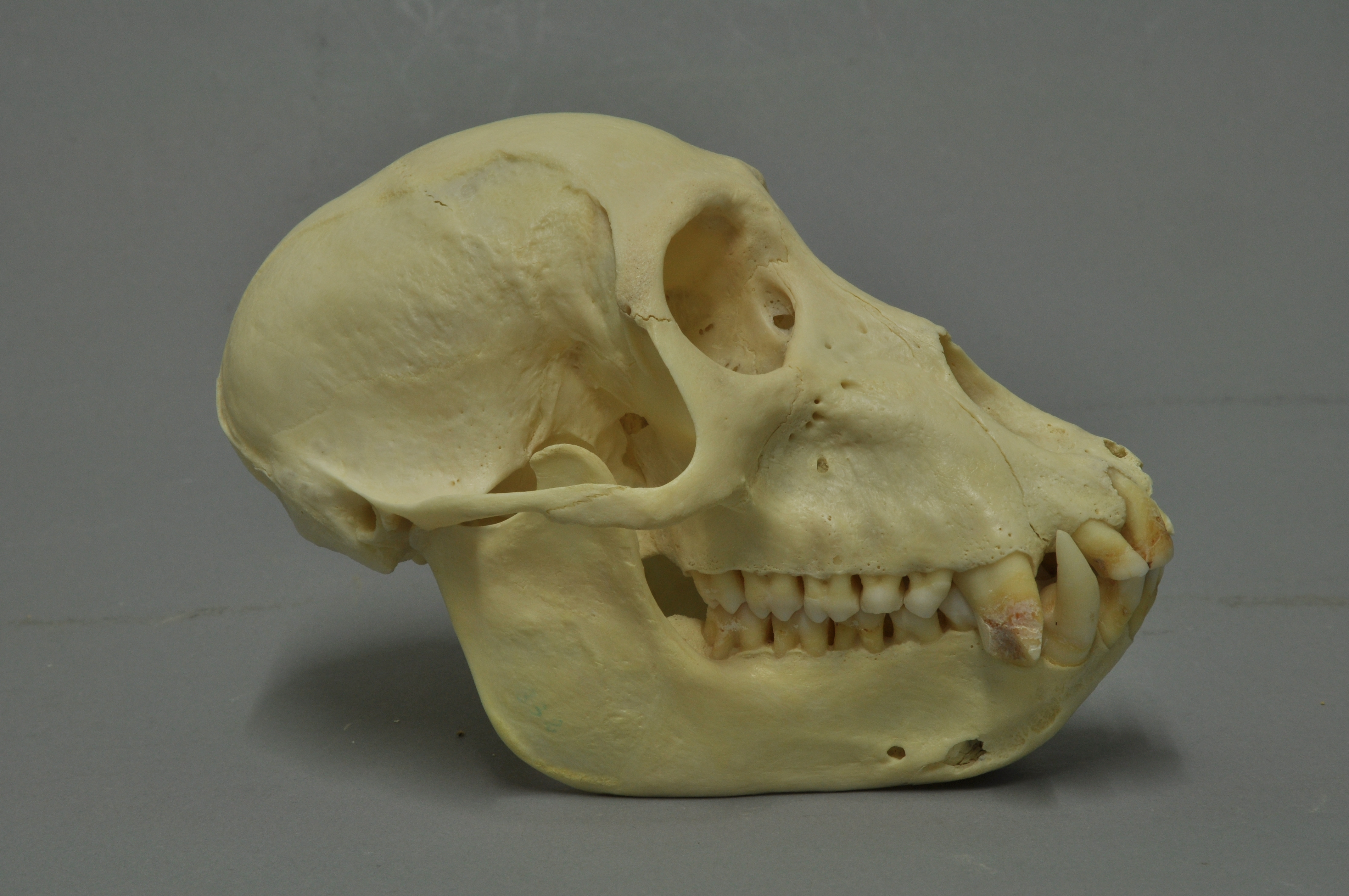
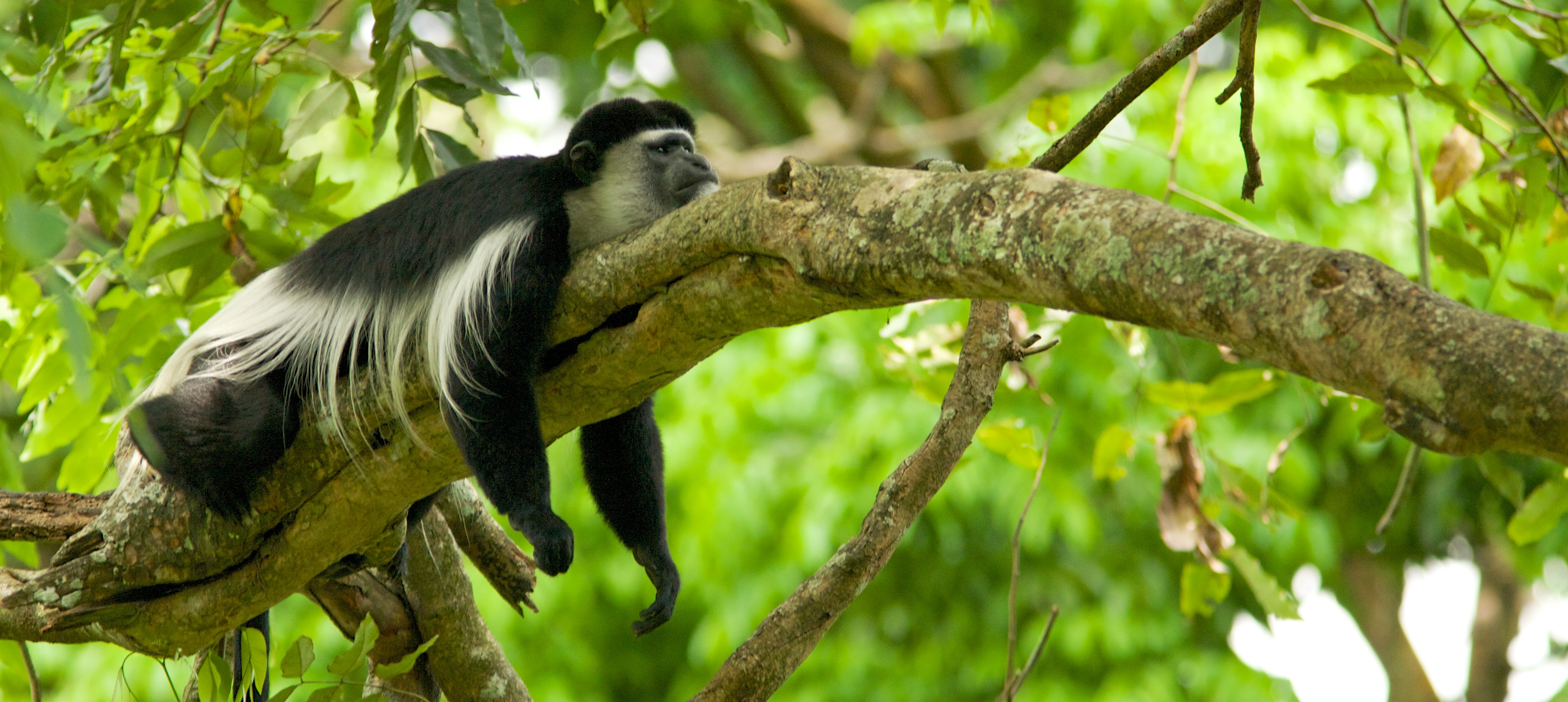